# Габіс (цар Тартесса)
Габіс (лат. Habis) — легендарний цар стародавнього міста і держави Тартесс.
За переказами був сином царя Гаргоріса і його власної доньки. Батько нібито намагався знищити свого сина-онука, але марно.
Ставши царем, Габіс запровадив закони, які мали незвичну — віршовану форму. Страбон каже про «шість тисяч віршів», що свідчить про неабіяку деталізацію і певною мірою дисонує з архаїчністю самої форми «віршованого закону». Проте «віршування законів» може пояснюватися і тим, що за тих часів ще не набула великого поширення абеткова писемність — так зване турдетанське письмо — вироблене в Тартессі під впливом фінікійців.
За данимі Юстина Габіс також запровадив територіальний поділ громади («розподілив громадян між сімома містами») і заборонив обертати тартесійців на рабів (можливо, Юстин мав на увазі заборону боргового рабства)
З добою Габіса пов'язували також початок розведення в Іспанії великої рогатої худоби, запровадження орного землеробства і зміни у щоденному раціоні тертесійців.